# Сиднев, Борис Арсеньевич
Борис Арсеньевич Сиднев (11 (24) марта 1911 года, Симбирск — 6 июня 1994 года, Одесса) — советский военный деятель, генерал-полковник авиации (1960 год). Герой Советского Союза.
Член ЦК КП Молдавии. Депутат Верховного совета Молдавской ССР 4-го созыва (1955—1959), депутат Верховного Совета Украинской ССР 5-го созыва (1959—1963).

## Начальная биография
Родился 11 (24) марта 1911 года в Симбирске (ныне — Ульяновск).
Окончил 8 классов средней школы и профессиональный техникум, после чего работал токарем на заводе в Пензе.
В 1929 году окончил Пензенскую школу пилотов Гражданского воздушного флота.

## Военная служба

### Довоенное время
В январе 1930 года был призван в ряды РККА и направлен в 8-ю военную авиационную школу лётчиков в городе Одесса, по окончании которой в январе 1932 года стал лётчиком в 58-й авиаэскадрилье ВВС УВО, дислоцированной в Харькове. В декабре того же года был переведён пилотом в 36-ю авиаэскадрилью, дислоцированную в Зиновьевске.
В августе 1933 года стал слушателем Военной авиашколы пилотов имени И. В. Сталина, расположенной в Ейске. С ноября 1933 года служил в 18-й тяжёлой авиационной бригаде, дислоцированной в Запорожье, на должностях младшего лётчика 70-й тяжёлой авиаэскадрильи, командира корабля 71-й тяжёлой бомбардировочной авиаэскадрильи, а с нюня 1936 года — на должности инструктора-лётчика управления бригады.
В марте 1937 года был переведён в Борисполь на должность инспектора-лётчика по технике пилотирования авиационной бригады. В мае того же года был назначен на должность командира 15-й отдельной разведывательной авиаэскадрильи, в августе 1938 года — на должность инспектора по технике пилотирования в 69-м истребительном авиационном полке, в октябре 1938 года — на должность старшего инспектора по технике пилотирования, а затем — на должность инспектора-лётчика по технике пилотирования Управления ВВС Киевского военного округа.
В декабре 1939 года был направлен на учёбу на Липецкие высшие авиационные курсы, по окончании которых в июне 1940 года был назначен на должность командира 38-го истребительного авиационного полка 4-й смешанной авиационной дивизии Прибалтийского военного округа.

### Великая Отечественная война
С началом Великой Отечественной войны продолжил командовать 38-м истребительным авиационным полком на Северо-Западном фронте. Принимал участие в приграничном сражении, оборонительной операции в Прибалтике, а затем выполнял задачи по прикрытию войск фронта от авиации противника при ведении боевых действий на псковском, холмском и новгородской направлениях. 28 ноября 1941 года приказом командующего войсками Северо-Западного фронта «за образцовое выполнение заданий командования» и лично выполненные тридцать боевых вылетов полковник Сиднев был награждён орденом Ленина.
В октябре 1941 года был назначен на должность командира 6-й смешанной авиационной дивизии Северо-Западного фронта, в декабре 1941 года — на должность командира ВВС 28-й армии этого же фронта, а в июле 1942 года — на должность командира 268-й истребительной авиационной дивизии, вскоре преобразованной в 6-ю гвардейскую. Дивизия принимала участие в боевых действиях на Сталинградском и Южном фронтах, отличилась в ходе Сталинградской битвы. С июля 1942 по январь 1943 года дивизия выполнила 3227 боевых вылета, в ходе которых уничтожила 170 самолётов противника. 17 марта 1943 года присвоено звание генерал-майора авиации.
С 29 декабря 1943 года Сиднев был назначен на должность командира 13-го истребительного авиационного корпуса (16-я воздушная армия, 1-й Белорусский фронт). Корпус под командованием Сиднева принимала участие в ходе Белорусской, Варшавско-Познанской, Восточно-Померанской и Берлинской операциях. За успешные действия корпус был удостоен почётного наименования «Седлецкий».
За время войны выполнил 140 боевых вылетов, провёл 31 воздушный бой, сбил 4 самолёта противника.
Указом Президиума Верховного Совета СССР от 29 мая 1945 года за умелое руководство боевыми действиями частей и соединений, а также личное мужество и героизм присвоено звание Героя Советского Союза с вручением ордена Ленина и медали «Золотая Звезда» (№ 4918).

### Послевоенная карьера и увольнение из рядов ВС СССР
С окончанием войны продолжил командовать 13-м истребительным авиационным корпусом.
С марта 1946 года был слушателем Высшей военной академии имени К. Е. Ворошилова, по окончании которой в феврале 1948 года был назначен на должность заместителя командующего ВВС Московского военного округа, а в декабре того же года — на должность помощника командующего по строевой части 14-й воздушной армией (Прикарпатский военный округ), в июне 1949 года — на должность помощника командующего 24-й воздушной армией (Группа советских войск в Германии), а в марте 1952 года — на должность командующего 48-й воздушной армией (Одесский военный округ). 3 августа 1953 года присвоено звание генерал-лейтенанта авиации.
В 1959 году представлял Одесский военный округ в Москве на совещании, посвящённом вопросам сокращения авиации. После совещания был в составе группы генералов, осудивших такое решение. В том же году был отправлен в отставку. Жил в Одессе. Умер 6 июня 1994 года. Похоронен на Втором христианском (Городском) кладбище Одессы.

## Награды
- Медаль «Золотая Звезда»;
- три ордена Ленина (28.11.1941; 29.05.1945, 1956[4]);
- два ордена Красного Знамени (5.11.1942; 1951[4]);
- два ордена Суворова 2 степени (17.09.1943; 6.04.1945);
- орден Отечественной войны 1 степени (11.03.1985);
- орден Красной Звезды (1945[4]);
- медаль «За боевые заслуги» (3.11.1944[4]);
- другие медали;
- иностранные награды.

## Память
В Одессе, в сквере на Адмиральском проспекте установлена памятная стела в честь лётчиков — Героев Советского Союза, граждан Одессы, на которой увековечено имя Сиднева.